# Nowinka (wieś w powiecie augustowskim)
Nowinka – wieś w Polsce położona w województwie podlaskim, w powiecie augustowskim, w gminie Nowinka.
| SIMC    | Nazwa | Rodzaj    |
| ------- | ----- | --------- |
| 0762997 | Pólko | część wsi |

Wieś królewska ekonomii grodzieńskiej położona była w końcu XVIII wieku w powiecie grodzieńskim województwa trockiego. Do 1954 roku miejscowość była siedzibą gminy Szczebro-Olszanka. W latach 1975–1998 miejscowość należała administracyjnie do województwa suwalskiego.
Miejscowość jest siedzibą gminy Nowinka. Urząd gminy mieści się w przedwojennym budynku, z 1927 roku.
We wsi znajduje się zespół szkół (gimnazjum i szkoła podstawowa), poczta, biblioteka, gminny ośrodek kultury i ochotnicza straż pożarna.

## Historia
Według spisu powszechnego z 30 września 1921 r. w Nowince w 34 budynkach mieszkalnych mieszkało 238 osób (112 mężczyzn i 126 kobiet). 237 osób było wyznania rzymskokatolickiego, 1 osoba zadeklarowała inne wyznanie. Wszyscy mieszkańcy byli narodowości polskiej.